# Flaga Saint Lucia
Flaga Saint Lucia — jeden z symboli państwowych Saint Lucia. Pierwsza wersja została zaprojektowana wraz z zostaniem terytorium stowarzyszonym Wielkiej Brytanii, została jednak kilkukrotnie delikatnie zmodyfikowana.

## Wygląd i symbolika
Flaga przedstawia żółty trójkąt w środku czarnego, trójkąta o białych konturach na niebieskim tle. Obydwie figury są równoramienne. Niebieskie tło symbolizuje Ocean Atlantycki i Morze Karaibskie otaczające państwo. Trójkąty w centrum flagi reprezentują natomiast harmonię panującą pomiędzy rasami. Żółty symbolizuje także nieustający blask słońca, a czarny Pitons, górujące nad wyspą. 

## Historia
W 1635r. wyspę po raz pierwszy skolonizowali Francuzi, 25 lat później (w roku 1660) podpisując traktat pokojowy z ludami tubylczymi. Niedługo po tych wydarzeniach kolonią zainteresowali się Anglicy, wyspa przechodziła kilkukrotnie z rąk do rąk, do momentu podpisania traktatu paryskiego w 1814r. Francja zrzekła się praw do St Lucia, przeszła ona wtedy oficjalnie pod władzę brytyjską, stając się kolonią korony brytyjskiej. Podczas tego burzliwego okresu nie stosowano żadnej oficjalnej flagi. Dopiero w 1939 do użycia wszedł oficjalny herb kolonii. Na tarczy znajdowały się dwie róże Tudorów symbolizujące Anglię i dwa fleur-de-lis symbolizujące Francję. Flaga powstała na podstawie brytyjskiego Blue Ensign, herb wycentrowano na jego prawej połowie. W latach 1958–1962 wyspa była częścią Federacją Indii Zachodnich, po jej rozpadzie została terytorium stowarzyszonym Wielkiej Brytanii. Wraz z tym wydarzeniem została ustanowiona nowa flaga, zaprojektowana przez Dunstana St. Omera. 22 lutego 1979 wyspa uzyskała niepodległość, a proporcje flagi, kształty trójkątów i odcienie kolorów zostały nieco zmienione.

## Wersje historyczne flagi

### Sztandary gubernatorów

Flaga Gubernatora Saint Lucia w latach 1875–1939
Flaga Gubernatora Saint Lucia w latach 1967–1979

### Flagi narodowe

Flaga Saint Lucia w latach 1875–1939
Flaga Saint Lucia w latach 1939–1967
Flaga używana od czasu zostania terytorium stowarzyszonym w 1967 do uzyskania niepodległości w 1979 roku
Flaga używana od uzyskania niepodległości przez państwo w 1979. Jej kolory zostały zmodyfikowane w 2002 roku